# Frankenmarkt
Frankenmarkt ist eine Marktgemeinde in Oberösterreich im Bezirk Vöcklabruck  im Hausruckviertel mit 3868 Einwohnern (Stand 1. Jänner 2024). Die Gemeinde liegt im Gerichtsbezirk Vöcklabruck.

## Geografie
Frankenmarkt liegt an der Vöckla westlich von Vöcklabruck. Der tiefste Punkt der Gemeinde liegt 500 Meter über dem Meer. Von Süden mündet die Freudenthaler Ache in die Vöckla, nach Norden steigt das Gemeindegebiet zum Kobernaußerwald an.
Die Ausdehnung beträgt von Nord nach Süd 5,8 und von West nach Ost 5,2 Kilometer. Die Gemeinde hat eine Fläche von 18,47 Quadratkilometer. Davon sind 53 Prozent landwirtschaftliche Nutzfläche, 32 Prozent sind bewaldet.

### Gemeindegliederung
Das Gemeindegebiet umfasst folgende Ortschaften (in Klammern Einwohnerzahl Stand 1. Jänner 2024):
- Asten (86)
- Auleiten (112)
- Buchscharten (23)
- Danzenreith (164)
- Frankenmarkt (2378)
- Gries (56)
- Gstocket (82)
- Haitzenthal (55)
- Hauchhorn (133)
- Höhenwarth (39)
- Hussenreith (46)
- Kritzing (43)
- Kühschinken (160)
- Moos (65)
- Mühlberg (113)
- Piereth (38)
- Pointen (32)
- Raspoldsedt (20)
- Röth (17)
- Rudlberg (61)
- Schwertfern (85)
- Stauf (6)
- Unterrain (22)
- Wimm (32)

### Nachbargemeinden
|         | Fornach                                     | Pfaffing         |
| Pöndorf | Kompassrose, die auf Nachbargemeinden zeigt | Vöcklamarkt      |
|         | Weißenkirchen im Attergau                   | Berg im Attergau |

## Geschichte
Im Jahr 201 nach Christus wird an der Römerstraße, die durch Frankenmarkt, Höhenwarth, Pöndorf und Obermühlham verläuft, bei Mösendorf ein Meilenstein „dreihundertdreißigtausend Doppelschritte von Iuvavum“ (Salzburg) aufgestellt. 487 ziehen die Römer ab. Die neuerliche Besiedelung erfolgte dann durch die Bajuwaren von 500 bis 700.
Das heutige Frankenmarkt entstand zwar erst 1160 aus dem damaligen Habbingen, doch der Ursprung des Ortes ist wesentlich älteren Datums. 1236 wurde Frankenmarkt das Marktrecht durch Kaiser Friedrich II. verliehen und fällt 1289 gebietsmäßig an die Schaumburger. 1351 kaufen die Habsburger die Herrschaft Frankenburg. 1578 wurde Stauff durch Kaiser Rudolf II. zu einem adeligen Edelsitz erhoben. Für kurze Zeit, zwischen 1810 und 1816, gehörte Frankenmarkt zu Bayern. 1848 wurde die Gemeinde Frankenmarkt gegründet.

## Kultur und Sehenswürdigkeiten

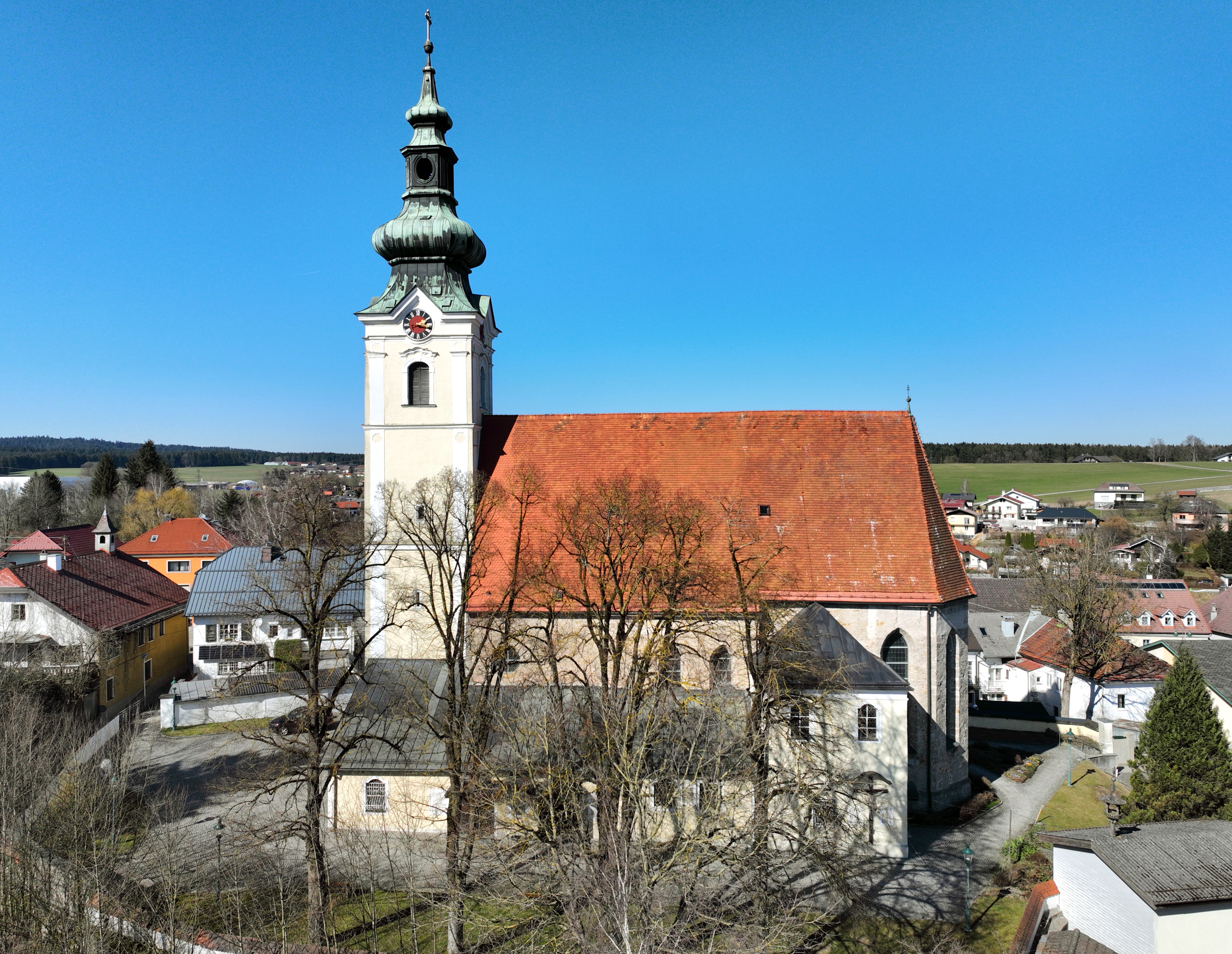
Pfarrkirche Frankenmarkt

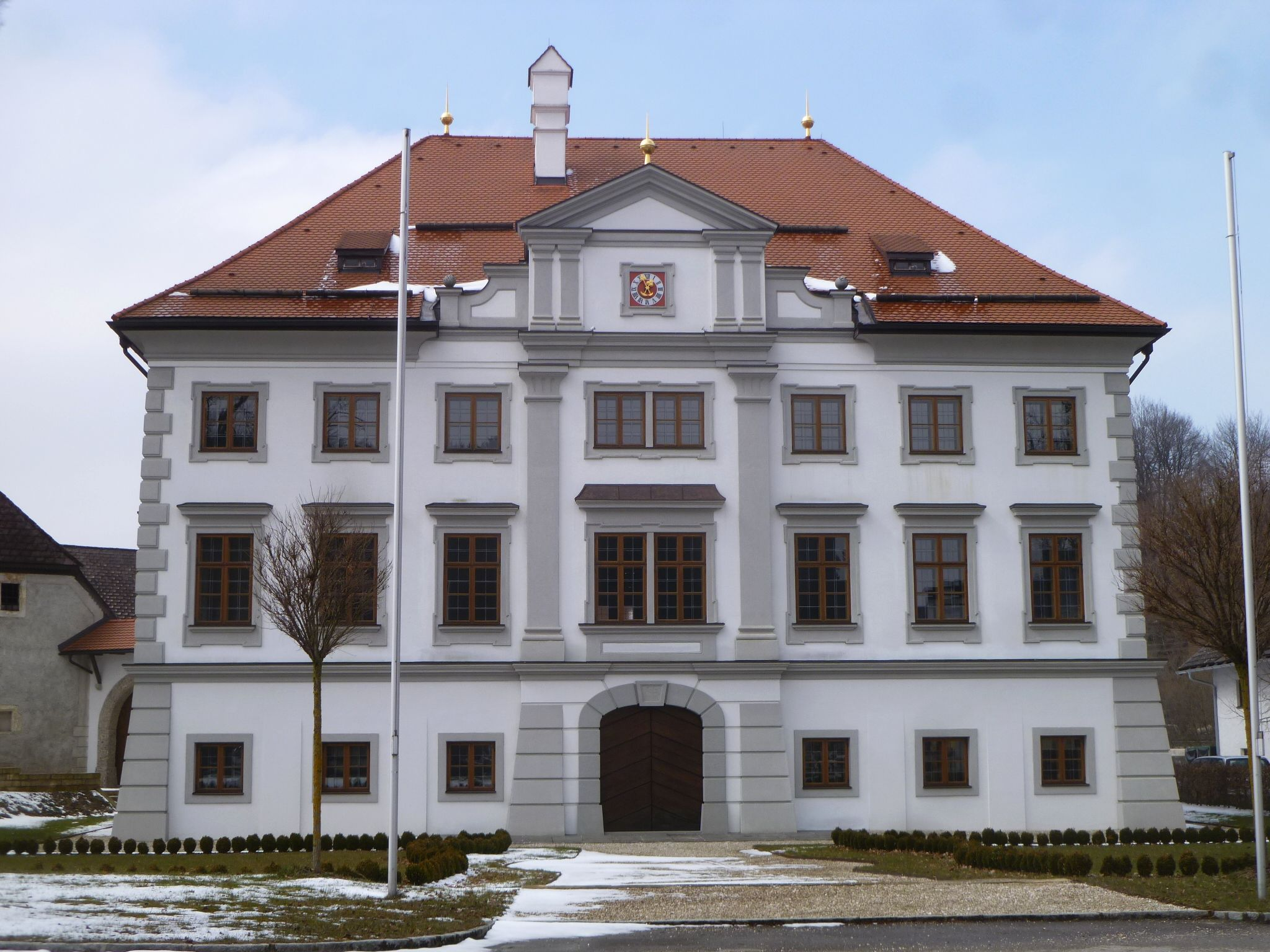
Schloss Stauff

- Katholische Pfarrkirche Frankenmarkt hl. Nikolaus
- Evangelische Versöhnungskirche (Frankenmarkt)
- Schloss Stauff

## Wirtschaft und Infrastruktur

### Wirtschaftssektoren
Von den 58 landwirtschaftlichen Betrieben des Jahres 2010 wurden 36 im Haupt-, 20 im Nebenerwerb und je einer von einer Personengemeinschaft und einer juristischen Person geführt. Im Produktionssektor arbeiteten 804 Erwerbstätige im Bereich Warenherstellung, 110 in der Bauwirtschaft, 48 im Bereich Energieversorgung und fünf in der  Wasserver- und Abfallentsorgung. Die wichtigsten Arbeitgeber des Dienstleistungssektors waren die Bereiche soziale und öffentliche Dienste (225),  Finanz- und Versicherungsdienstleistungen (198) und der Handel (178 Mitarbeiter).
| Wirtschaftssektor            | Anzahl Betriebe | Anzahl Betriebe | Erwerbstätige | Erwerbstätige |
| Wirtschaftssektor            | 2011            | 2001            | 2011          | 2001          |
| ---------------------------- | --------------- | --------------- | ------------- | ------------- |
| Land- und Forstwirtschaft 1) | 58              | 86              | 64            | 78            |
| Produktion                   | 63              | 48              | 967           | 1119          |
| Dienstleistung               | 147             | 113             | 759           | 642           |

1) Betriebe mit Fläche in den Jahren 2010 und 1999

### Arbeitsmarkt, Pendeln
Frankenmarkt hat eine ausgeglichene Pendlerbilanz. Von den 1685 Erwerbstätigen, die 2011 in Frankenmarkt wohnten, arbeiteten 646 in der Gemeinde. Knapp über 1000 Menschen pendelten aus, dafür kamen 1100 zur Arbeit nach Frankenmarkt.

### Unternehmen
- Getränkefirma Starzinger

### Verkehr
- Eisenbahn: Durch das südliche Gemeindegebiet verläuft die Westbahn.
- Straße: Die wichtigste Straßenverbindung ist die Bundesstraße B1.

Gemeindeamt

## Politik

### Gemeinderat
Der Gemeinderat hat insgesamt 25 Mitglieder.
- Mit den Gemeinderats- und Bürgermeisterwahlen in Oberösterreich 2003 hatte der Gemeinderat folgende Verteilung: 12 ÖVP, 10 SPÖ, 2 SONST und 1 FPÖ.
- Mit den Gemeinderats- und Bürgermeisterwahlen in Oberösterreich 2009 hatte der Gemeinderat folgende Verteilung: 12 ÖVP, 10 SPÖ, 2 SONST und 1 FPÖ.
- Mit den Gemeinderats- und Bürgermeisterwahlen in Oberösterreich 2015 hatte der Gemeinderat folgende Verteilung: 11 ÖVP, 6 FPÖ, 5 SPÖ und 3 Bürgerliste Frankenmarkt.
- Mit den Gemeinderats- und Bürgermeisterwahlen in Oberösterreich 2021 hat der Gemeinderat folgende Verteilung: 14 ÖVP, 5 SPÖ, 4 FPÖ und 2 Bürgerliste Frankenmarkt (BLF).[8]

### Bürgermeister
Bürgermeister seit 1849 waren:
- 1849–1850 Jakob Weismann
- 1850–1854 Friedrich Winkler
- 1854–1858 Lorenz Zaunmayr
- 1858–1861 Franz Redel
- 1861–1861 Anton Winkler
- 1861–1864 Hermann Seemann
- 1864–1864 Andreas Hörbiger
- 1864–1867 Josef Föttinger
- 1867–1867 Lorenz Platzer
- 1867–1870 Paul Griesmaier
- 1870–1870 Johann Schieberl
- 1870–1874 Josef Huber
- 1874–1876 Franz (Josef) Huber
- 1876–1879 Johann Weißl
- 1879–1882 Franz Gattinger
- 1882–1886 Josef Andessner
- 1886–1888 Franz Stallinger
- 1888–1890 Franz Nußdorfer
- 1890–1893 Josef Schuster
- 1893–1896 Franz Ofenhuber
- 1896–1900 Josef Ritzinger
- 1900–1903 Anton Klauser
- 1903–1903 Anton Andorfer
- 1903–1909 Friedrich Peyrer
- 1909–1910 Eberhard Gfreiner
- 1910–1928 Anton Andorfer
- 1928–1931 Anton Streicher
- 1931–1938 Andreas Huber
- 1938–1938 Karl Neuber
- 1938–1945 Walter Gfreiner
- 1945–1946 Karl Geiger
- 1946–1949 Maximilian Michl
- 1949–1967 Josef Neudorfer
- 1967–1991 Rupert Rehberger
- 1991–2003 Martin Wilhelm
- 2003–2017 Manfred Hadinger (ÖVP)
- seit 2017 Peter Zieher (ÖVP)

### Wappen
Offizielle Beschreibung des Gemeindewappens von Frankenmarkt: „Durch eine erniedrigte, silberne Leiste geteilt; oben in Blau drei silberne, 1:2 gestellte heraldische Lilien; unten Grün.“ In mittelalterlicher mythologischer Sicht wurden die Lilien auch den Franken als Wappenzeichen zugesprochen. Im 11. Jahrhundert wurde der Ort von den Bamberger Bischöfen durch fränkische Siedler erschlossen, daher die Lilien. Das Silberband symbolisiert die Vöckla. Das Wappen wurde 1976 verliehen.
Die Gemeindefarben von Frankenmarkt sind Blau-Weiß-Grün.

## Amtliche Wetterstation
Seit Oktober 2003 betreibt die Marktgemeinde Frankenmarkt die erste Wetterstation des Österreichischen Rundfunks Ö3 mit der WMO-ID 11352 auf einer Höhe von 571 m ü. A.
Dort wird auch die Amateurfunkrelaisstation Frankenmarkt OÖ Messstelle Pointen (ADL503) betrieben.
Die Daten der Wetterstation werden über das Internet und zusätzlich via Amateurfunk übermittelt.

## Persönlichkeiten

### Ehrenbürger der Gemeinde
- 2004: August Starzinger (* 1943), Unternehmer[10][11]
- 2004: Guntram Weissenberger (1926–2012), Unternehmer[11]
- 2004: Martin Wilhelm, Bürgermeister von Frankenmarkt 1991–2002
- 2018: Manfred Hadinger, Bürgermeister von Frankenmarkt 2003–2017[12]

### Söhne und Töchter der Gemeinde
- Friedrich Gehmacher I. (1866–1942), Direktor der Arbeiter-Versicherungsanstalt, Mitbegründer der Salzburger Festspiele
- Friedrich Frank (1871–1945), Maler
- Franz Faltis (1885–1963), Professor der Pharmazeutischen Chemie
- Alois Huemer (1905–1985), Tischlermeister, Politiker und Abgeordneter zum Nationalrat
- Herbert Grau (1916–1973), Erwachsenenbildner
- Franz Neidl (1917–2009), bedeutende Persönlichkeit der Wirtschaftskammer Salzburg nach dem Zweiten Weltkrieg
- Helmut Krackowizer (1922–2001), Motorradrennfahrer und Motorfachjournalist
- Guntram Weissenberger (1926–2012), Unternehmer
- Wilhelm Zellner (* 1932), Bauingenieur
- Lucia Leidenfrost (* 1990), Schriftstellerin und Linguistin

### Mit der Gemeinde verbundene Persönlichkeiten
- Hans Wunder (1886–1962), Maler und Grafiker und Lehrer
- Friedrich Konrad (* 1967), Gewichtheber